# Răpire în trei
„Răpire în trei” (titlu original: „Ménage à Troi”) este al 24-lea episod din al treilea sezon al serialului TV american științifico-fantastic Star Trek: Generația următoare și al 72-lea episod în total. A avut premiera la 28 mai 1990.
Episodul a fost regizat de Robert Legato după un scenariu de Fred Bronson și Susan Sackett.

## Prezentare
Un grup de ferengi o răpesc pe Deanna Troi, precum și pe mama acesteia și pe William Riker. Episodul conține scene care au loc pe planeta fictivă Betazed.

## Actori ocazionali
- Majel Barrett - Lwaxana Troi
- Frank Corsentino - Daimon Tog
- Ethan Phillips - Farek
- Peter Slutsker - Nibor
- Rudolph Willrich - Reittan Grax
- Carel Struycken - Mr. Homn